# Veronica Thörnroos
Veronica Thörnroos, née le 16 juillet 1962, est une femme politique finlandaise, membre du Centre ålandais. Elle est Première ministre (« lantråd ») des îles Åland de 2019 à 2023.